# Flama en l'espai i dona nua
Flama en l'espai i dona nua és un quadre realitzat per Joan Miró el 1932 amb pintura a l'oli damunt cartró i que actualment forma part de la col·lecció permanent de la Fundació Joan Miró de Barcelona. El quadre va ingressar a la Fundació9 gràcies a una donació de Joan Prats.

## Descripció
En aquesta obra l'espai se suggereix mitjançant la intersecció de plans de diversos colors vius. L'obra presenta uns colors vius però combinats amb harmonia. Es tracta d'una de les obres de petit format que el 1932 Miró va fer recuperant la figura femenina, tema que ocuparia un paper predominant en tota la seva producció posterior.

## Exposicions rellevants
- 1978 - Sa llotja, ciutat de Mallorca
- 1978 - Museo de Arte Contemporáneo, Madrid
- 1979 - Orsanmichele, Florència.[6]
- 2011 - Fundació Joan Miró. Barcelona : Joan Miró. L'escala de l'evasió[7]